# Martin Pearlman
Martin Pearlman (Chicago, 21 mei 1945) is een Amerikaans dirigent, klavecinist, componist en specialist van Oude Muziek.

## Levensloop
Pearlman groeide op in Oak Park (Illinois), waar hij compositie, viool, piano en theorie studeerde. Hij behaalde een Bachelor in 1967 aan Cornell University, waar hij compositie leerde bij Karel Husa en Robert Palmer en klavecimbel begon te leren bij Donald Paterson. In 1967-68 ging hij zich verder bekwamen in Amsterdam bij Gustav Leonhardt, dankzij een Fulbrightbeurs. In 1971 behaalde hij een Master voor compositie aan Yale University, waar hij compositie studeerde met Yehudi Wyner en klavecimbel met Ralph Kirkpatrick. In 1971 vestigde hij zich in Boston en won er de Erwin Bodky competition voor klavecimbel. Hij begon toen op te treden als solist en met orkesten.
In 1974 kwam hij terug naar Europa om er deel te nemen aan het internationaal klavecimbelconcours in Brugge, in het kader van het Festival Oude Muziek. Hij behaalde er de Derde Prijs. In 1973-74 stichtte hij de Boston Baroque (tot in 1992 de Banchetto Musicale genaamd), het eerste Noord-Amerikaanse ensemble dat op authentieke instrumenten speelde. Hij heeft dit ensemble gedirigeerd tijdens vele premières van opera's, koorwerken en orkestwerken, met inbegrip van opera's van Mozart en grote werken van Bach, Haendel en Monteverdi. Naast de concerten in Boston, heeft hij vaak tournees ondernomen in de Verenigde Staten en in Europa. Hij maakte ook heel wat platenopnamen.
Pearlman dirigeerde ook orkesten die op hedendaagse instrumenten spelen, zoals de Washington National Opera, de National Arts Center Orchestra van Ottawa (de Vespers van Monteverdi), de Minnesota Orchestra in Minneapolis, de Utah Opera in Salt Lake City, Opera Columbus, de Boston Lyric Opera, de San Antonio Symphony, de New World Symphony, de Omaha Symphony, de Alabama Symphony, enz.
Als componist werd Pearlman beïnvloed door Carter, Boulez, en componisten van de jongere generatie. Hij componeerde kamermuziek, pianomuziek en The Creation according to Orpheus voor piano, harp and percussie, begeleid door een strijkersorkest.
In 2002 werd hij hoogleraar aan de Boston University, waar hij de barokensembles dirigeerde en de historische uitvoeringspraktijk doceerde.

## Discografie

### Als dirigent van de Boston Baroque
- Bach, Brandenburg Concertos
- Bach, The Four Orchestral Suites
- Bach Magnificat & Vivaldi Gloria
- Bach, Mass in B Minor
- Cherubini, Requiem in C minor en Beethoven, Elegischer Gesang
- Cherubini, Marche Funèbre)
- Gluck, Iphigènie en Tauride
- Haendel, The Messiah
- Haendel, Concerti grossi, op. 6
- Haendel, Music for the Royal Fireworks and Water Music
- Monteverdi, Vespers van 1610
- Mozart, Requiem
- Mozart, Jupiter Symphony en Flute Concerto
- Mozart, Der Schauspieldirektor en Der wohltätige Derwisch
- Mozart et al., Der Stein der Weisen (The Philosopher's Stone)
- Music of the American Moravians ("Lost Music of Early America")
- Purcell, Dido and Aeneas
- Vivaldi, The Four Seasons

### Als dirigent van de Banchetto Musicale
- Mozart, Coronation Mass and Solemn Vespers
- Haydn, Lord Nelson Mass
- Handel, Allegro, il Penseroso ed il Moderato

### Solo op klavecimbel
- Music of the Couperin Family: Louis, François en Armand-Louis
- Scarlatti sonatas

## Publicaties en uitgaven
- Armand-Louis Couperin, critical edition of the complete music for one and two harpsichords.
- Monteverdi, L'incoronazione di Poppea, performing edition.
- Monteverdi, Il ritorno d'Ulisse in patria, performing edition.
- Cimarosa, Il maestro di cappella, orchestration and edition.
- Moravian music, performing editions from manuscripts of 33 works.
- Purcell, The Comical History of Don Quixote, performing version.
- Mozart, Lo sposo deluso, completion of surviving fragments.